# Ian Thorpe
Ian James Thorpe (Milperra (New South Wales), 13 oktober 1982) is een Australische zwemmer, die als een van 's werelds beste zwemmers op de middenafstand (vrije slag) wordt beschouwd. Hij heeft in totaal vijf gouden Olympische medailles en elf wereldtitels lange baan gewonnen. Zijn bijnaam is Thorpedo.

## Carrière
Thorpe werd geboren in Milperra, een buitenstad ten westen van Sydney. Als schooljongen blonk hij uit in cricket, maar uiteindelijk koos hij voor zwemmen. Zijn eerste optreden op het wereldpodium was in 1997, toen hij werd opgenomen in de Australische ploeg voor de Pan Pacific Games in Fukuoka, Japan. In januari 1998 won hij de 400 meter vrije slag en werd hij de jongste mannelijke wereldkampioen uit de geschiedenis op de leeftijd van 15 jaar en 3 maanden. Daarna grossierde hij in titels en wereldrecords. 
Met drie gouden en twee zilveren medailles was hij de meest succesvolle deelnemer aan de Olympische Zomerspelen 2000 in Sydney. Een van de grootste concurrenten van Thorpe was de Nederlander Pieter van den Hoogenband, die bij de Olympische Spelen van 2000 en 2004 goud won op de 100 meter vrije slag. 
Thorpe werd viermaal gekozen tot World Swimmer of the Year, een record dat hij deelt met Michael Phelps. In 2000 werd hij ook verkozen tot Australische jongere van het jaar. Na de Olympische Zomerspelen 2004 nam hij een jaar vrij. Zijn comeback mislukte echter door ziekte. Op 21 november 2006 kondigde hij aan te stoppen met zwemmen.
Ook in 2011 ondernam hij een comeback, met het doel deel te nemen aan de Olympische Zomerspelen 2012 in Londen. Hij slaagde er niet in zich voor deze Spelen te kwalificeren en stopte uiteindelijk in 2014 definitief.

## Internationale toernooien
| Jaar | Olympische Spelen                                                                              | WK langebaan | WK kortebaan                                          | PanPacs | Gemenebestspelen |
| ---- | ---------------------------------------------------------------------------------------------- | --- | ----------------------------------------------------- | --- | --- |
| 1997 |                                                                                                | | geen deelname                                         | 400m vrije slag                                                                                                 | |
| 1998 |                                                                                                | 400m vrije slag · 4x200m vrije slag                                                                                                  |                                                       | | 200m vrije slag · 400m vrije slag · 4x100m vrije slag · 4x200m vrije slag                                                      |
| 1999 |                                                                                                | | 200m vrije slag · 400m vrije slag · 4x100m vrije slag | 200m vrije slag · 400m vrije slag · 4x100m vrije slag · 4x200m vrije slag                                       | |
| 2000 | 400m vrije slag · 200m vrije slag · 4x100m vrije slag · 4x200m vrije slag                      | | geen deelname                                         | | |
| 2001 |                                                                                                | 200m vrije slag · 400m vrije slag · 800m vrije slag · 4e 100m vrije slag · 4x100m vrije slag · 4x200m vrije slag · 4x100m wisselslag |                                                       | | |
| 2002 |                                                                                                | | geen deelname                                         | 100m vrije slag · 200m vrije slag · 400m vrije slag · 4x100m vrije slag · 4x200m vrije slag · 4x100m wisselslag | 100m vrije slag · 200m vrije slag · 400m vrije slag · 100m rugslag · 4x100m vrije slag · 4x200m vrije slag · 4x100m wisselslag |
| 2003 |                                                                                                | 200m vrije slag · 400m vrije slag · 200m wisselslag · 100m vrije slag · 4x200m vrije slag · 4e 4x100m vrije slag                     |                                                       | | |
| 2004 | 200m vrije slag · 400m vrije slag · 100m vrije slag · 4x200m vrije slag · 6e 4x100m vrije slag | | geen deelname                                         | | |

## Persoonlijke records

### Kortebaan
| Afstand         | Tijd    | Datum           | Plaats    |
| --------------- | ------- | --------------- | --------- |
| 100m vrije slag | 47,82   | 25 januari 2003 | Berlijn   |
| 200m vrije slag | 1.41,10 | 6 februari 2000 | Berlijn   |
| 400m vrije slag | 3.34,63 | 21 januari 2003 | Stockholm |

### Langebaan
| Afstand         | Tijd    | Datum            | Plaats     |
| --------------- | ------- | ---------------- | ---------- |
| 100m vrije slag | 48,56   | 18 augustus 2004 | Athene     |
| 200m vrije slag | 1.44,06 | 25 juli 2001     | Fukuoka    |
| 400m vrije slag | 3.40,08 | 30 juli 2002     | Manchester |
| 800m vrije slag | 7.39,16 | 24 juli 2001     | Fukuoka    |

## Trivia
- Op 11 september 2001 bezocht Thorpe 's ochtends het plein voor het World Trade Center in New York. Ten tijde van de aanslagen op de twee torens zat hij veilig in zijn hotel.[2]
- Op 12 juli 2014 vertelde Thorpe tijdens een interview met Channel 10 dat hij homoseksueel is.